# Rosenpion
Rosenpion, (Paeonia anomala subsp. veitchii), är en underart till sibirisk pion (P. anomala) i familjen pionväxter. Det är en perenn ört som ofta odlas i svenska trädgårdar. Den växer naturligt i Kina.
Rosenpion skiljs från den andra underarten av sibirisk pion, subsp. anomala, genom att vanligen ha flera välutvecklade blommor per stjälk, subsp. anomala har vanligen en blomma.
Växten blir 20-50 centimeter. Rosenpionens bladverk är mörkgrönt och flikigt. Blommorna är enkla och skålformiga, och sitter oftast flera välutvecklade på samma stjälk. Blommornas är vanligen rosa, men vita kloner förekommer i odling. Blomningstiden sammanfaller ungefär med bondpionens (P. ×festiva), det vill säga tidig sommar. Den vissnar som många arter i pionsläktet ner om vintern, och skjuter upp om våren.
Rosenpionen tål bättre att flyttas än exempelvis luktpion (P. lactiflora), men bör endast omplanteras under hösten och med försiktighet så de cylindriska rötterna inte skadas.

## Synonymer
- Paeonia beresowskii Komarov
- Paeonia veitchii Lynch
- Paeonia veitchii var. beresowskii (Komarov) Schipczinsky
- Paeonia veitchii var. leiocarpa W. T. Wang & S. H. Wang ex K. Y. Pan
- Paeonia veitchii var. uniflora K. Y. Pan
- Paeonia veitchii var. woodwardii (Stern & Cox) Stern
- Paeonia woodwardii Stern & Cox.

### Webbkällor
- Flora of China
- Carsten Burkhardt's Web Project Paeonia
- Wikimedia Commons har media som rör Rosenpion.